# Černíčský potok
Der Černíčský potok (deutsch Wildbach) ist ein linker Zufluss der Otava in Tschechien.

## Verlauf
Der Černíčský potok entspringt unterhalb des Steinbruches bei Ptákovna in der Blatenská pahorkatina. Seine Quelle liegt am südöstlichen Fuße der Křemešná (673 m) bzw. südlich der Brda (640 m). Der Oberlauf des Černíčský potok führt nördlich des Vidhošť (759 m) und des Stráž (716 m) vorbei an Buršice, Vlčince, Suchá nach Osten bis Valcha, wo der Bach im Teich Valcha gestaut wird. Danach nimmt der Bach südöstliche Richtung. Oberhalb der Einschicht Letovský Mlýn befindet sich mit dem Letovský rybník ein weiterer größerer Teich. Anschließend fließt der Černíčský potok durch den Teich Duškovec und erreicht Otěšín, wo er sich wieder nach Osten wendet. Sein weiterer Lauf führt über Na Průhoně und Miřenice nach Osten in den Teich Kuchyňka. Vorbei an Černíč, Vlkonice und Bojanovice nimmt der Černíčský potok an seinem Unterlauf erneut südöstlichen Kurs. Nach 15,2 Kilometern mündet der Černíčský potok bei Bojanovice in die Otava.
Zwischen Otěšín und seiner Mündung in die Otava bildet der Lauf des Černíčský potok die nördliche Grenze des Naturparks Buděticko.

## Zuflüsse
- Sedlečkovský potok (r), in Otěšín
- Nalžovský potok (l), bei Červený Mlýn